# Bumbung
Bumbung is een bestuurslaag in het regentschap Bengkalis van de provincie Riau, Indonesië. Bumbung telt 7337 inwoners (volkstelling 2010).